# Américanisation (immigration)
Cet article concerne le processus d'acculturation des immigrants ou des populations autochtones aux coutumes et valeurs américaines. Pour l'influence des États-Unis d'Amérique sur la culture d'autres pays, voir américanisation.

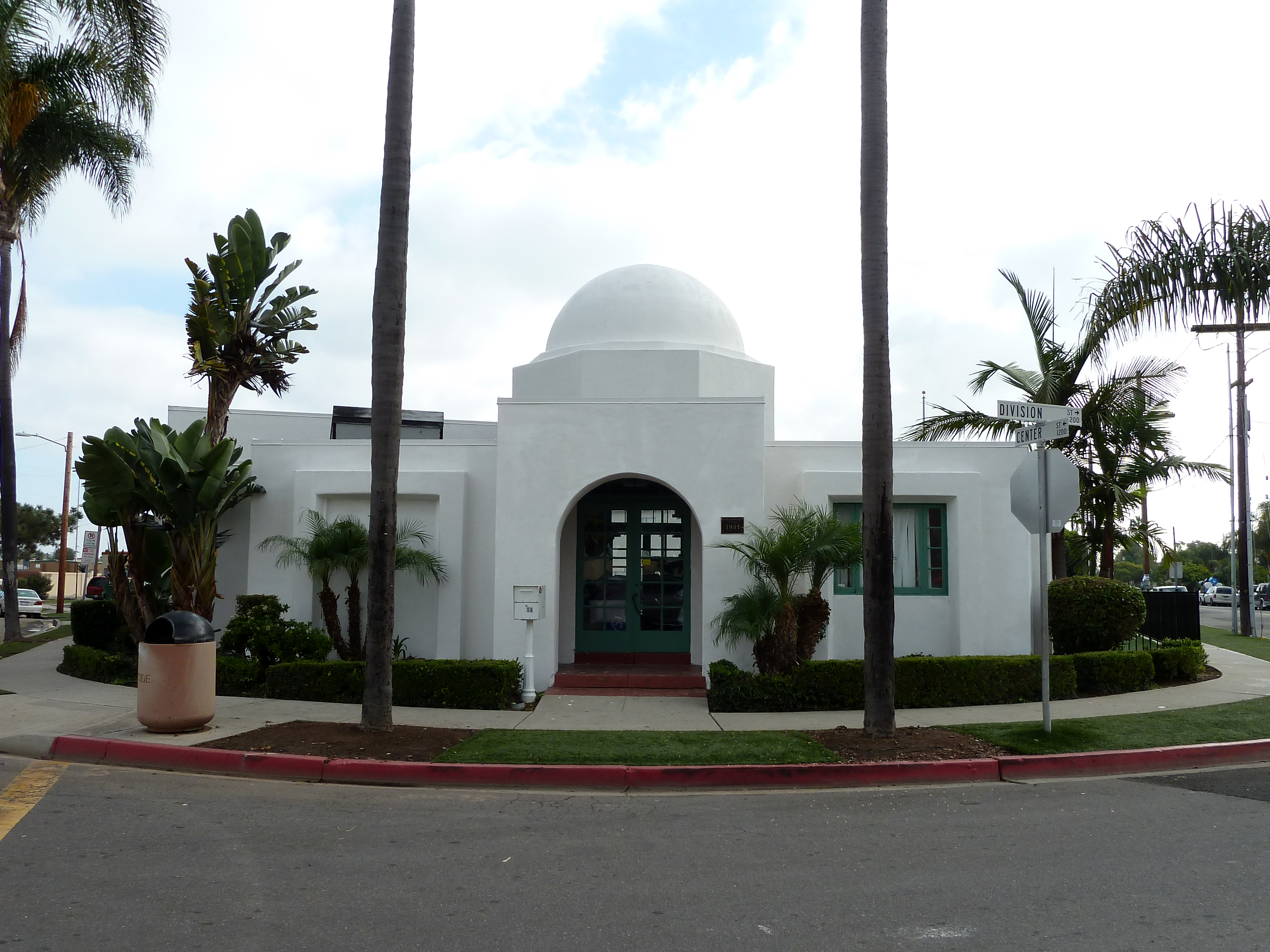
L'école d'américanisation construite à Oceanside, en Californie, en 1931, est un exemple d'école construite pour aider les immigrés hispanophones à apprendre l'anglais et l'instruction civique.

L'américanisation est le processus par lequel un immigrant aux États-Unis devient une personne qui partage la culture, les valeurs, les croyances et les coutumes américaines en s'assimilant à la nation américaine. Ce processus implique généralement l'apprentissage de l'anglais américain et l'adaptation à la culture, aux valeurs et aux coutumes américaines. Il peut être considéré comme une autre forme ou un sous-ensemble américain de l'anglicisation.
Le mouvement d'américanisation est une démarche organisée à l'échelle nationale dans les années 1910 pour intégrer des millions d'immigrants récents dans le système culturel américain. Plus de trente États adoptent des lois exigeant des programmes d'américanisation. Dans des centaines de villes, la chambre de commerce organisr des cours d'anglais et d'éducation civique américaine. De nombreuses usines coopérent. Plus de 3 000 commissions scolaires, en particulier dans le Nord-Est et le Midwest, organisent des cours après l'école et le samedi. Les syndicats, en particulier celui des mineurs de charbon (United Mine Workers of America), aident leurs membres à obtenir des papiers de citoyenneté. Dans les villes, les associations YMCA et YWCA sont particulièrement actives, tout comme les organisations de descendants de la génération fondatrice, telles que les Filles de la révolution américaine. Le mouvement atteint son apogée pendant la Première Guerre mondiale, lorsque les jeunes hommes immigrés remplissant les conditions requises sont enrôlés dans l'armée et que la nation s'efforce d'intégrer les groupes ethniques européens dans l'identité nationale.
En tant que forme d'assimilation culturelle, le mouvement contraste avec les idées ultérieures de multiculturalisme. Les efforts d'américanisation déployés à cette époque vont au-delà de l'éducation et de l'apprentissage de l'anglais et se traduisent par la suppression active et parfois coercitive des éléments culturels « étrangers ». Le mouvement est critiqué pour sa xénophobie et ses préjugés à l'égard des Européens du Sud, bien que le sentiment anti-allemand se soit également répandu pendant la Première Guerre mondiale, les États-Unis et l'Empire allemand faisant partie d'alliances militaires opposées.

## Contexte
Les premières étapes de l'américanisation des immigrants commencent dans les années 1830. Avant 1820, l'immigration étrangère aux États-Unis provient principalement des îles Britanniques. D'autres groupes ethniques sont présents, comme les Français, les Suédois et les Allemands à l'époque coloniale, mais ils ne représentent qu'une infime partie de l'ensemble.
Peu après 1820, pour la première fois, les Irlandais et les Allemands commencent à émigrer massivement aux États-Unis. Jusqu'en 1885, les immigrants sont en grande majorité des Européens du Nord-Ouest (90 % cette année-là), qui apportent une culture similaire à celle qui existe déjà aux États-Unis, ce qui permet de maintenir la stabilité au sein de leur bulle de natifs et de nouveaux arrivants. En 1905, un changement majeur se produit et les trois quarts de ces nouveaux arrivants sont nés en Europe du Sud et de l'Est. Leur religion est principalement catholique romaine, grecque et juive. L'américanisation devient plus difficile en raison des contrastes notables entre les coutumes, les habitudes et les idéaux des immigrants d'Europe du Nord et de l'Ouest.
Selon le Bureau du recensement des États-Unis, en 1910, environ 13 millions de personnes nées à l'étranger et 33 millions de résidents d'origine étrangère vivent aux États-Unis. Environ trois millions des personnes nées à l'étranger et âgées de plus de dix ans sont incapables de parler anglais et environ 1 650 000 sont incapables de lire ou d'écrire dans quelque langue que ce soit. Près de la moitié des personnes nées à l'étranger sont des hommes en âge de voter, mais seuls quatre d'entre eux sur mille reçoivent une éducation leur permettant d'apprendre l'anglais et la citoyenneté américaine. Au total, environ cinq millions de personnes aux États-Unis sont incapables de parler anglais, dont deux millions sont analphabètes. La Première Guerre mondiale (qui a débuté en 1914) et les années qui la suivent immédiatement marquent un tournant dans le processus d'américanisation : en 1910, 34 % des hommes étrangers en âge d'être appelés sous les drapeaux ne parlent pas anglais. Environ un demi-million d'hommes étrangers appelés sous les drapeaux sont incapables de comprendre les ordres militaires donnés en anglais. Au même moment, les immigrants déplacés par la guerre commencent à arriver.
Un certain nombre d'Américains craint que la présence croissante d'immigrants dans le pays ne constitue une menace suffisante pour l'ordre politique. La conscience et l'attitude des Américains à l'égard des immigrés et de leurs relations avec l'étranger changent radicalement avec le rôle croissant de l'Amérique dans le monde
. Alors que l'opinion des Américains à l'égard des immigrés devient de plus en plus négative, craintive et xénophobe, les États-Unis ont recours à des programmes d'américanisation forcée, ainsi qu'aux lois de restriction de l'immigration des années 1920. Les  États-Unis s'appuient notamment sur la loi sur l'immigration de 1924, principalement axée sur la restriction de l'immigration en provenance de l'Europe du Sud et du Sud-Est, ainsi que sur une forte restriction de l'immigration des Africains et une interdiction totale de l'immigration des Arabes et des Asiatiques. Dans le même temps, une nouvelle vision positive d'une société pluraliste (en) commence à se développer.

## Histoire

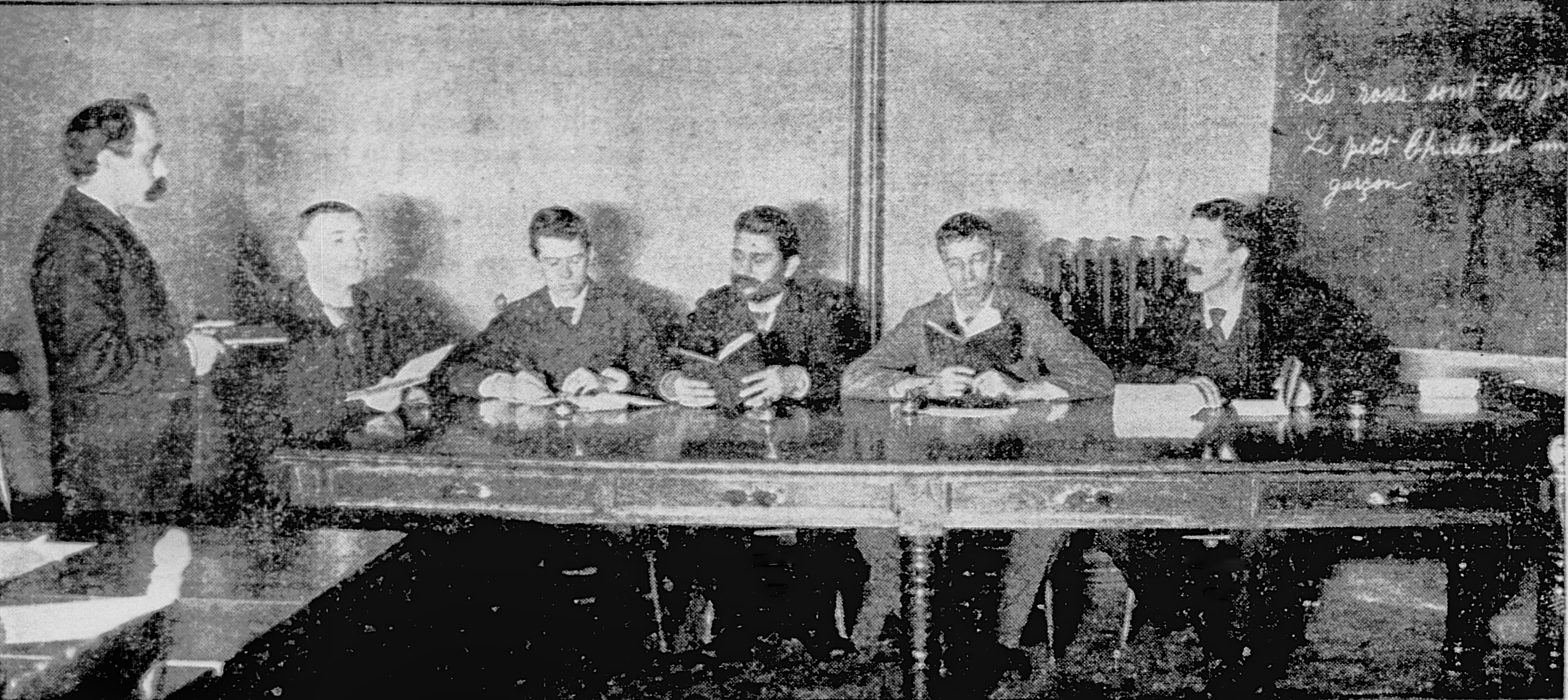
Photo tirée d'un article du New York Tribune de 1902 sur l'américanisation, montrant des Français de Holyoke prenant des cours d'anglais à l'école du soir du YMCA.

Le terme « américanisation » est généralisé lors de l'organisation des célébrations de la « Journée de l'américanisation » dans un certain nombre de villes le 4 juillet 1915. L'intérêt pour le processus d'assimilation s'est accru pendant de nombreuses années avant que de tels programmes ne soient désignés sous le nom d'« américanisation ». La publication d'un rapport de la Commission de l'immigration des États-Unis en 1911 marque le point culminant d'une tentative de formulation d'une politique nationale constructive en matière d'immigration et de naturalisation et sert de base à de nombreux programmes adoptés par la suite.
Le Comité national d'américanisation est créé en mai 1915, avec l'aide du Comité pour l'immigration en Amérique, dans le but de rassembler tous les citoyens américains pour célébrer leurs droits communs en tant qu'Américains, quel que soit leur lieu de naissance. Le comité est si efficace qu'il devient une organisation puissante, traitant de nombreux aspects de la société américaine, tels que les services gouvernementaux, les écoles, les tribunaux, les églises, les clubs de femmes, les institutions et les groupes en tant qu'unités de coopération.
Ce comité est responsable de la normalisation du travail et des méthodes d'américanisation, stimulant la pensée, l'intérêt et l'activité des immigrants. Ses nombreuses expériences sont ensuite intégrées dans les systèmes gouvernementaux, éducatifs et commerciaux du pays. Ses services et ses publications sont gratuits.

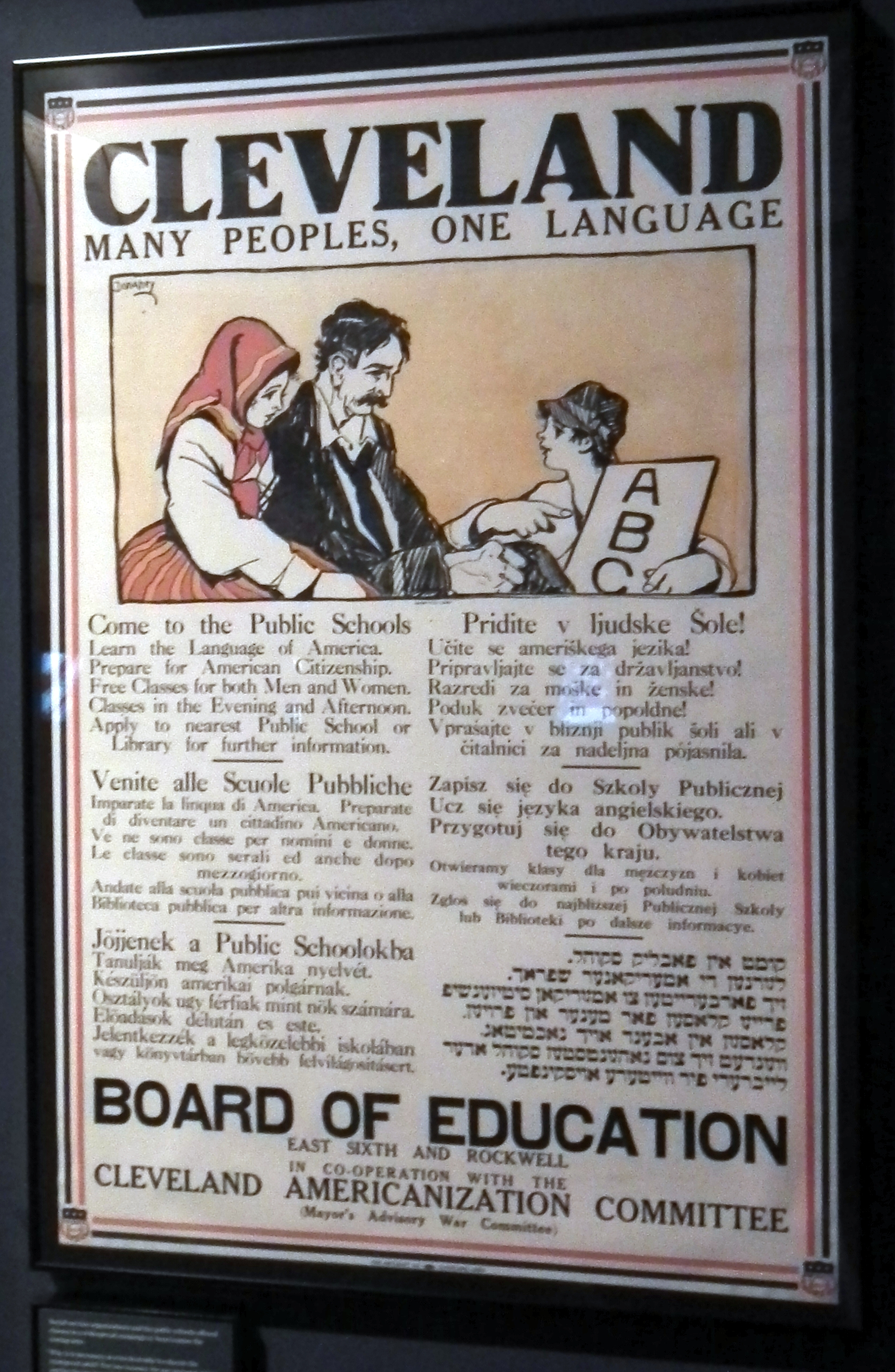
Affiche annonçant des cours d'anglais gratuits et une aide à la naturalisation pour les personnes parlant l'italien, le hongrois, le slovène, le polonais et le yiddish (Cleveland Americanization Committee, 1917) : Plusieurs peuples, une seule langue.

Pendant la période d'immigration massive, les projets d'américanisation visent principalement les juifs et les catholiques du sud et du sud-est de l'Europe. Les églises, les syndicats et les organisations caritatives tentent d'américaniser les nouveaux immigrants à la fois de manière formelle par le biais de programmes structurés et de manière informelle sur le lieu de travail par le biais de l'environnement créé par la direction. L'américanisation suggère également un processus plus large qui inclut la lutte quotidienne des immigrants pour comprendre leur nouvel environnement et la façon dont ils inventent des moyens d'y faire face.
« À la fin du XIXe siècle, les travailleurs qualifiés allemands, britanniques, irlandais et les hommes nés dans le pays ont créé de solides syndicats d'artisans et se sont installés dans des communautés confortables. À travers leurs syndicats, leurs églises, leurs organisations fraternelles et d'autres institutions, ils ont créé leurs propres univers culturels, qui laissaient souvent peu de place aux nouveaux arrivants ».
Les agences privées accordent également une grande priorité aux projets d'américanisation. La Ford Motor Company a un programme particulièrement médiatisé. Parmi les groupes religieux menant des programmes systématiques de travail parmi les immigrants, on trouve la plupart des grandes confessions protestantes, le National Catholic War Council, le YMCA, le YWCA, les Chevaliers de Colomb et le Y.M.H.A (en). De vastes campagnes sont également menées par de vieilles organisations patriotiques telles que la National Security League (en), les Fils et Filles de la révolution américaine et les Colonial Dames of America (en). La Chambre de commerce des États-Unis et des centaines de chambres municipales effectuent également un travail systématique. Les bibliothèques publiques font également de l'américanisation un devoir patriotique pendant et après la Première Guerre mondiale. La Fédération nationale des clubs de femmes et le Conseil national des femmes juives (en) adoptent également des programmes de travail précis et complets. Ces organisations aident les nouveaux arrivants à obtenir des papiers de naturalisation, contribuent à réunir les familles, fournissent des interprètes, mettent en garde contre les offres frauduleuses, donnent accès à des avocats et fournissent des informations sur l'emploi.
Par la suite, les populations cibles apprennent l'anglais et adoptent le style de vie américain en matière de langage, d'habillement et de loisirs. Elles s'accrochent à leurs religions historiques. Elles conservent non seulement leurs cuisines traditionnelles, mais elles initient également le grand public américain au goût de la pizza, des bagels et des tacos. L'historien Vincent Cannato ajoute : « Du sport à la nourriture en passant par le cinéma et la musique, ils n'ont pas seulement contribué à la culture, ils ont aidé à la redéfinir. »
Les travailleurs sociaux soutiennent généralement le mouvement d'américanisation, mais pas tous. Edith Terry Bremer (en) s'oppose fortement aux programmes d'américanisation avant la guerre et écrit que l'américanisation stimule la peur et la haine. Elle est préoccupée par le fait que les agences publiques et privées existantes au service des immigrants ignorent largement les femmes. Elle apporte donc sa contribution la plus importante en créant le premier Institut international à New York en tant qu'expérience de l'YMCA en décembre 1910.

## Première Guerre mondiale
L'intérêt pour les personnes nées à l'étranger aux États-Unis s'accélère avec le déclenchement de la Première Guerre mondiale en 1914. Bien que les États-Unis soient restés neutres jusqu'en avril 1917, la guerre en Europe attire l'attention sur les nombreux immigrants récents aux États-Unis. La question de leur loyauté politique, à l'égard des États-Unis ou de leur pays d'origine, et les tensions à long terme liées à l'assimilation dans la société américaine sont particulièrement préoccupantes.
De nombreuses agences deviennent actives, telles que les Conseils de la défense nationale, le Département de l'intérieur des États-Unis, l'Administration alimentaire et d'autres agences fédérales chargées d'unir le peuple des États-Unis pour soutenir les objectifs de guerre du gouvernement. Le Comité national d'américanisation (NAC) est de loin l'organisation privée la plus importante dans le mouvement. Il est dirigé par Frances Kellor. Le Comité pour les immigrés en Amérique, qui a contribué à financer la Division de l'éducation des immigrés au sein du Bureau fédéral de l'éducation, occupe la deuxième place[13]. John Foster Carr, éditeur et propagandiste de l'américanisation, est convaincu que la bibliothèque publique américaine est la force d'américanisation la plus efficace. Il rejoint l'American Library Association en 1913, dans l'espoir que les bibliothèques américaines utilisent ses publications dans leur travail d'américanisation auprès des immigrants. Un an plus tard, il fonde l'Immigrant Publication Society of New York, qui publie ses guides pour les immigrants ainsi que des manuels et des brochures sur l'américanisation à l'intention des bibliothécaires et des travailleurs sociaux.
Frederic C. Howe, commissaire à Ellis Island, demande aux maires de tout le pays de faire du 4 juillet 1915 la nuit de l'américanisation dans leurs communautés.

## Impact de la guerre

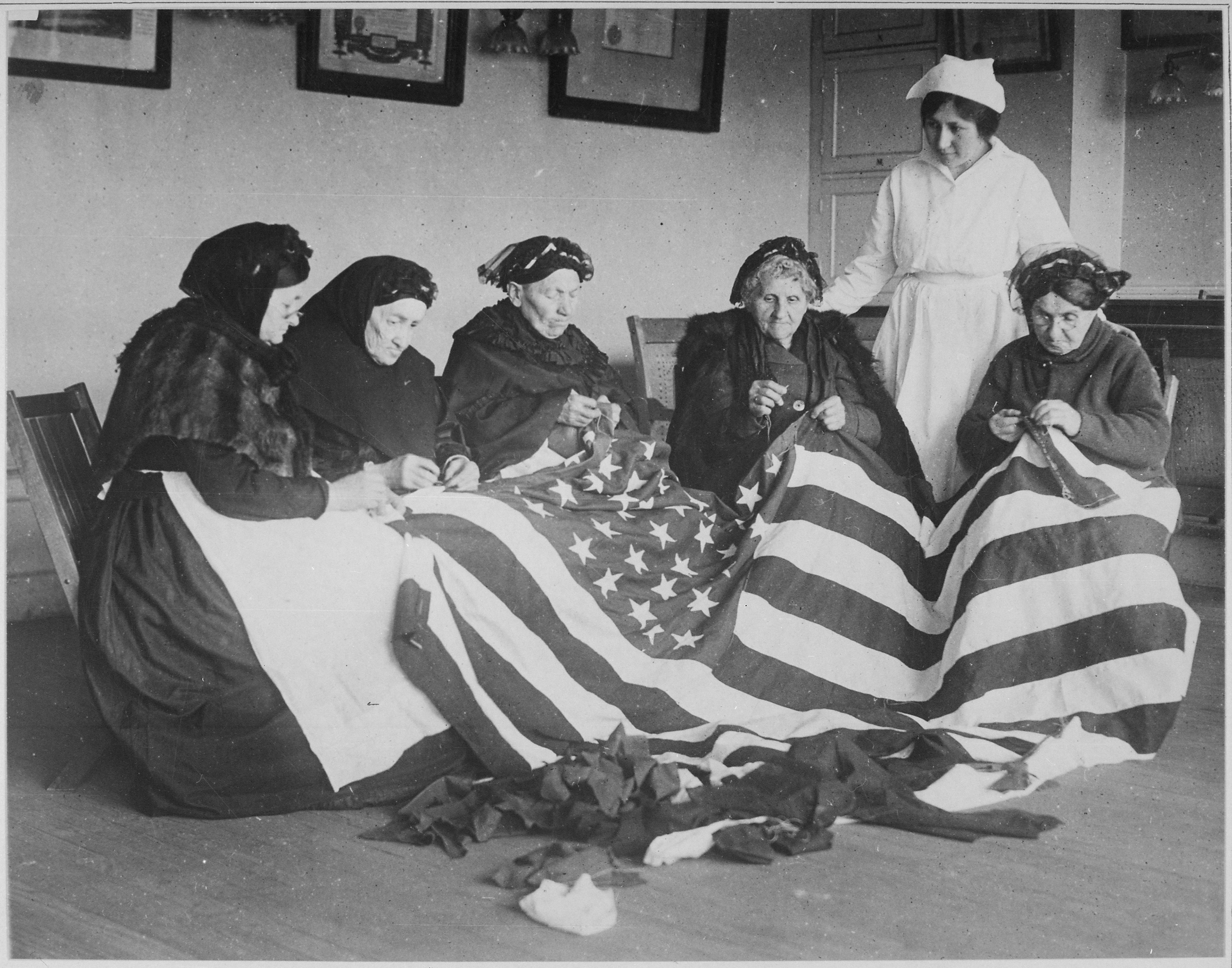
Vieilles femmes patriotiques fabriquant des drapeaux, vers 1918.

Des millions d'immigrants récemment arrivés, qui avaient à l'origine l'intention de retourner dans leur pays d'origine, n'ont pas pu rentrer en Europe en raison de la guerre de 1914 à 1918. La grande majorité d'entre eux décident de rester définitivement en Amérique, et l'utilisation des langues étrangères diminue considérablement au fur et à mesure qu'ils adoptent l'anglais. Au lieu de résister à l'américanisation, ils l'accueillent favorablement, s'inscrivant souvent à des cours d'anglais et utilisant leurs économies pour acheter une maison et faire venir d'autres membres de leur famille.
Frances Kellor, s'exprimant au nom de la NAC en 1916, propose de combiner efficacité et patriotisme dans ses programmes d'américanisation. Il serait plus efficace, selon elle, que les ouvriers des usines comprennent tous l'anglais, ce qui leur permettrait de mieux comprendre les ordres et d'éviter les accidents. Une fois américanisés, ils comprendraient les idéaux industriels américains et seraient ouverts aux influences américaines, au lieu d'être soumis uniquement aux agitateurs de grève ou aux propagandistes étrangers. Le résultat, selon elle, serait de transformer les résidents indifférents et ignorants en électeurs compréhensifs, de faire de leurs maisons des foyers américains et d'établir des normes de vie américaines dans l'ensemble des communautés ethniques. En fin de compte, elle affirme que cela « unirait les personnes nées à l'étranger et les autochtones dans une loyauté enthousiaste envers nos idéaux nationaux de liberté et de justice ».

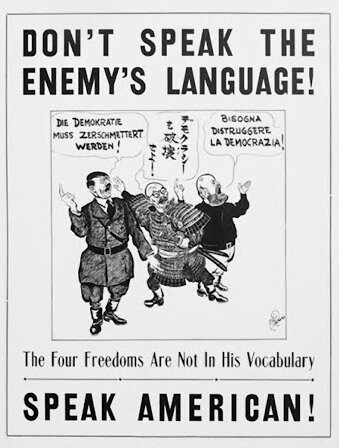
Ne parlez pas la langue de l'ennemi ! Les quatre libertés ne font pas partie de son vocabulaire. Parlez américain !

## Années 1920
Après la Première Guerre mondiale, l'accent mis sur les programmes d'américanisation est progressivement passé de la propagande d'urgence à un programme éducatif à long terme, lorsqu'une étude des conditions de vie dans l'armée de recrutement réalisée par le bureau de la santé publique des États-Unis montre que 18 à 42 % des hommes dans les camps militaires sont incapables de lire un journal ou d'écrire une lettre à leur famille, et que dans le Nord-Est, le Midwest et l'Ouest des États-Unis, ces analphabètes sont presque tous nés à l'étranger. Il semble que les obstacles à la compréhension des objectifs et des intérêts des États-Unis soient encore plus marqués chez les hommes plus âgés et les femmes des colonies étrangères des États-Unis.

## Fin du XXe siècle
Après les années 1970, les partisans du multiculturalisme commencent à attaquer les programmes d'américanisation en les qualifiant de coercitifs et non respectueux de la culture des immigrés. Désormais, un débat important porte sur la question de savoir si le fait de parler anglais est une composante essentielle de l'identité américaine.

## Groupes d'immigrants

### Cadiens
Les Cadiens francophones du sud de la Louisiane ne sont pas des immigrés : ils sont arrivés avant la Révolution américaine dans une région isolée où les contacts avec d'autres groupes étaient limités. Les Cadiens ont été anglicisés de force au XXe siècle. Les enfants sont punis à l'école s'ils parlent français. Ils sont traités de « rat des marais » et de « bougalie », forcés d'écrire des lignes (« Je ne parlerai pas français à l'école »), obligés de s'agenouiller sur des grains de maïs et giflés à l'aide de règles. Le français est également interdit comme moyen d'enseignement par l'État de Louisiane en 1912. L'anglais gagne également en prestige par rapport au français cadien en raison de la diffusion de films, de journaux et de radios en langue anglaise en Acadiane. Le service militaire en temps de guerre brise la croûte du traditionalisme pour les jeunes hommes, tandis que les automobiles et le réseau autoroutier permettent de se déplacer facilement vers les villes anglo-saxonnes. La prospérité et la culture de consommation, ainsi qu'une foule d'autres influences, effacent une grande partie du caractère linguistique et culturel unique des Cadiens.

### Néerlandais
Leonard Dinnerstein et David M. Reimers montrebt que les immigrants arrivés en grand nombre d'Europe occidentale et septentrionale au cours du XIXe siècle ont été pour la plupart assimilés. Ils appellent ce processus la perte de la « culture de l'ancien monde », y compris l'augmentation des taux de mariages mixtes en dehors du groupe ethnique d'origine et la non-utilisation de la langue maternelle dans la vie quotidienne, à l'église, à l'école ou dans les médias. Ce processus se poursuit d'une génération à l'autre et ces groupes d'immigrants s'assimilent de plus en plus à la culture américaine dominante au fil du temps.

### Irlandais
Les Irlandais ont été le groupe ethnique le plus influent lors des premières vagues d'immigration aux États-Unis et de l'américanisation. Pour les nouveaux arrivants, il était impossible de contourner les Irlandais, car ils étaient présents dans tous les aspects de la société ouvrière américaine. Entre 1840 à 1890, plus de 3 000 000 d'immigrants irlandais sont entrés aux États-Unis  et, en 1900, environ 5 000 000 des premières et deuxièmes générations étaient installées aux États-Unis. Il y avait plus d'Irlandais aux États-Unis qu'en Irlande. Les Américains d'origine irlandaise ont joué un rôle majeur dans l'américanisation des nouveaux arrivants. En d'autres termes, l'identité aux États-Unis est née des relations dynamiques entre les groupes ethniques, ainsi que de l'histoire et des traditions propres à chaque groupe.
Les nouveaux groupes ethniques n'ont pas été directement assimilés à la culture américaine dominante, mais il y a eu un processus graduel d'acculturation, où les nouveaux arrivants se sont acculturés à un nouveau mode de vie, en apprenant de nouvelles compétences et habitudes grâce à leurs expériences uniques. Cette forme d'américanisation a été réalisée en partie par la force et la coercition, dans les maisons d'accueil, les cours du soir et les programmes d'entreprise, où ces immigrants de la classe ouvrière ont été pressés d'apprendre les valeurs des WASP. « Pour comprendre la ville américaine multiethnique, il faut savoir que la plupart des immigrants ont appris à connaître leur nouveau monde moins par le biais de programmes formels que par des contacts informels avec les Irlandais et d'autres Américains expérimentés de la classe ouvrière, d'origines ethniques diverses, dans les rues, les églises et les théâtres ». L'historien James Barrett déclare : « Au sein du mouvement ouvrier, de l'Église catholique et des organisations politiques de nombreuses communautés de la classe ouvrière, les Irlandais occupaient des positions vitales en tant qu'américanisateurs des groupes ultérieurs. »
À la fin du XIXe siècle, le racisme était véritablement ancré dans la vision du monde de nombreux travailleurs et a été transmis aux nouveaux arrivants, accélérant ainsi le processus d'unité de classe.

### Juifs

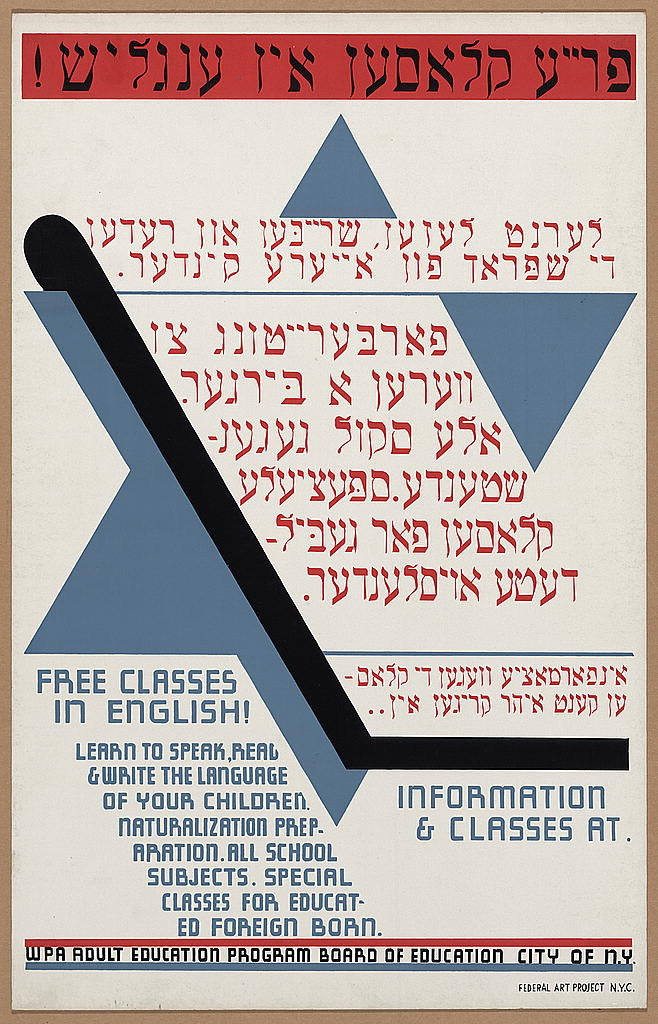
Affiche de la ville de New York annonçant des cours d'anglais gratuits pour les personnes parlant le yiddish, années 1930 : Apprenez à parler, lire et écrire la langue de vos enfants.

Jacob Schiff a joué un rôle majeur en tant que leader de la communauté juive américaine à la fin du XIXe siècle. À une époque où l'on demandait de plus en plus de limiter l'immigration, Schiff a soutenu et œuvré en faveur de l'américanisation des Juifs. Juif réformé, il a soutenu la création du Séminaire théologique juif conservateur d'Amérique. Il prend position en faveur d'une forme modifiée de sionisme, revenant sur son opposition antérieure. Par-dessus tout, Schiff pensait que les Juifs américains pouvaient vivre à la fois dans le monde juif et dans le monde américain, créant ainsi un équilibre qui rendait possible une communauté juive américaine durable. 
Le Conseil national des femmes juives (en) (NCJW), fondé à Chicago en 1893, a pour objectifs la philanthropie et l'américanisation des immigrants juifs. Répondant à la détresse des femmes et des jeunes filles juives d'Europe de l'Est, le NCJW créé son département d'aide aux immigrants afin d'assister et de protéger les femmes immigrantes depuis leur arrivée à Ellis Island jusqu'à leur installation dans leur destination finale. Le programme d'américanisation du NCJW consiste à aider les immigrants à résoudre leurs problèmes de logement, de santé et d'emploi, à les orienter vers des organisations où les femmes peuvent commencer à se socialiser et à leur donner des cours d'anglais tout en les aidant à conserver une forte identité juive. Le conseil, pluraliste plutôt que conformiste, poursuit ses efforts d'américanisation et lutte contre les lois restrictives sur l'immigration après la Première Guerre mondiale. L'éducation religieuse des jeunes filles juives, ignorées par la communauté orthodoxe, est au premier plan de ses activités. L'américanisation ne signifie pas l'abandon de la nourriture ethnique traditionnelle.

### Italiens
La Première Guerre mondiale empêche la plupart des nouveaux arrivants et des départs d'Italie. La communauté italo-américaine soutient l'effort de guerre américain en envoyant des dizaines de milliers de jeunes hommes dans les forces armées, tandis que d'autres travaillent dans les usines de guerre. L'achat d'obligations de guerre devient un acte patriotique et l'utilisation de l'anglais s'intensifie à mesure que la communauté soutient les campagnes d'américanisation. Dans les années 1920, les Petites Italies se stabilisent et s'enrichissent, car les travailleurs acquièrent des compétences et les entrepreneurs ouvrent des restaurants, des épiceries, des entreprises de construction et d'autres petites entreprises. Les nouveaux arrivants étant peu nombreux, on parle moins l'italien et davantage l'anglais, surtout dans la jeune génération.

### Mexicains
L'ethnie mexicaine constitue l'un des groupes les plus importants des États-Unis d'Amérique. Très tôt, de nombreux migrants mexicains et Mexicano-Américains tentent activement de s'intégrer à la société anglo-américaine (en). Depuis les années 1910, la jeunesse californienne fait l'objet d'une attention particulière. Il y avait, et il y a toujours, des stéréotypes sur les jeunes, allant des « étrangers illégaux » aux « criminels ». Les Mexicains-Américains qui souhaitent s'assimiler ou être acceptés dans la société blanche américaine. Afin de lutter contre les stéréotypes négatifs associés aux Mexicains aux États-Unis, certains Mexicains choisissent d'adopter l'identité mexico-américaine promue par les nativistes californiens.
Dans son ouvrage intitulé The Development of an Americanization Program (en français : L'élaboration d'un programme d'américanisation), Merton E. Hill affirme que « le public doit être amené à prendre conscience de la nécessité absolue et immédiate de mettre en place des programmes éducatifs, professionnels et sanitaires qui permettront de promouvoir l'utilisation de la langue anglaise, les bonnes coutumes américaines et les meilleures normes possibles de la vie américaine ». L'objectif est d'intégrer les jeunes de l'ethnie mexicaine dans la société américaine afin qu'ils deviennent véritablement américains aux yeux du public. Cette américanisation s'empare de la culture mexicaine de la population et fait en sorte que la culture « extérieurement mexicaine » soit étiquetée comme non américaine. 

## Pour approfondir

#### Essais anglophones
- (en) James Barett, The Irish Way : Becoming American in the Multiethnic City, New York, The Penguin Group, 2012.
- Charles Alvin Brooks, Christian Americanization : a task for the churches, New York, Pub jointly by Council of women for home missions and Missionary education movement of the United States and Canada, 1919, 196 p. (OCLC 609193083, lire en ligne),
- Emory Stephen Bogardus, Essentials of Americanization, Los Angeles, Californie, J. R. Miller - University of Southern California press (réimpr. 1923, 2009, 2010) (1re éd. 1920), 385 p. (ISBN 9781112275210, OCLC 1205338970, lire en ligne),
- (en) John F. McClymer, War and Welfare : Social Engineering in America, 1890–1925, Westport, Connecticut, Greenwood Press,, coll. « Contributions in American History » (no 84), 1980, 272 p. (ISBN 9780313211294, OCLC 5289366, lire en ligne).
- Neil M. Cowan et Ruth Schwartz Cowan, Our Parents' Lives : The Americanization of Eastern European Jews, New York, Basic Books (réimpr. 1996) (1re éd. 1989), 344 p. (ISBN 9780465054251, OCLC 18559315, lire en ligne),
- Robert M. Seltzer et Norman S. Cohen, The Americanization of the Jews, New York, New York University Press, coll. « Reappraisals in Jewish social and intellectual history », 1995, 492 p. (ISBN 9780814780015, OCLC 31132856, lire en ligne),
- Shane Bernard, The Cajuns : Americanization of a People, Jackson, Mississippi, University Press of Mississippi, 1996 (réimpr. 2003) (1re éd. 1996), 232 p. (ISBN 9781578065233, lire en ligne). ,
- Franck Van Nuys, Americanizing the West : Race, Immigrants, and Citizenship, 1890–1930, Lawrence, Kansas, University Press of Kansas (réimpr. 2011) (1re éd. 2002), 320 p. (ISBN 9780700612062, OCLC 723417581, lire en ligne),
- Christopher M. Sterba, Good Americans : Italian and Jewish immigrants during the First World Warlieu=, Oxford (Royaume-Uni) & New York (USA), Oxford University Press, 2003, 292 p. (ISBN 9780195154887, OCLC 49576532, lire en ligne),
- Christina A. Ziegler-McPherson, Americanization in the States : Immigrant Social Welfare Policy, Citizenship, and National Identity in the United States, 1908–1929, Gainesville, Floride, University Press of Florida,, coll. « Working in the Americas » (réimpr. 2010) (1re éd. 2009), 256 p. (ISBN 9780813035505, OCLC 801840957, lire en ligne),

#### Articles anglophones

##### Années 1900-1919
- Grover G. Huebner, « The Americanization of the Immigrant », The Annals of the American Academy of Political and Social Science, vol. 27,‎ mai 1906, p. 191-213 (23 pages) (lire en ligne ),
- Frances A. Kellor, « Americanization: A Conservation Policy for Industry », The Annals of the American Academy of Political and Social Science, vol. 65,‎ mai 1916, p. 240-244 (5 pages) (lire en ligne ),
- Frances A. Kellor, « Industrial Americanization and National Defence », The North American Review, vol. 205, no 738,‎ mai 1917, p. 724-733 (10 pages) (lire en ligne ),
- Frank Cody, « Americanization Courses in the Public Schools », The English Journal, vol. 7, no 10,‎ décembre 1918, p. 615-622 (8 pages) (lire en ligne ),
- Della B. Caldwell, « The Americanization of the World », Fine Arts Journal, vol. 37, no 1,‎ janvier 1919, p. 28-29 (2 pages) (lire en ligne ),
- Howard C. Hill, « The Americanization Movement », American Journal of Sociology, vol. 24, no 6,‎ mai 1919, p. 609-642 (34 pages) (lire en ligne ). ,
- Benoy Kumar Sarkar, « Americanization from the Viewpoint of Young Asia », The Journal of International Relations, vol. 10, no 1,‎ juillet 1919, p. 26-48 (23 pages) (lire en ligne ),

##### Années 1920-1939
- « Art and Americanization : Arts and Crafts of the Homelands  Exhibition », The American Magazine of Art, vol. 11, no 3,‎ janvier 1920, p. 97-101 (5 pages) (lire en ligne ),
- Harry Rider, « Americanization », The American Political Science Review, vol. 14, no 1,‎ février 1920, p. 110-115 (6 pages) (lire en ligne ),
- Ella Thorngate, « Americanization in Omaha », The English Journal, vol. 9, no 3,‎ mars 1920, p. 123-128 (6 pages) (lire en ligne ),
- Carol Aronovici, « Americanization: Its Meaning and Function », American Journal of Sociology, vol. 25, no 6,‎ mai 1920, p. 695-730 (36 pages) (lire en ligne ),
- Lewis Wilbur Smith, « Americanization in the Thornton Township High School », The School Review, vol. 28, no 9,‎ novembre 1920, p. 659-672 (14 pages) (lire en ligne ),
- Lincoln R. Gibbs, « Americanization and Literature », The English Journal, vol. 9, no 10,‎ décembre 1920, p. 551-556 (6 pages) (lire en ligne ),
- Elmer D. Read, « Americanization in our Schools for the Deaf », American Annals of the Deaf, vol. 66, no 2,‎ mars 1921, p. 137-146 (10 pages) (lire en ligne ),
- Charles S. Bernheimer, « Jewish Americanization agencies », The American Jewish Year Book, vol. 23,‎ 22 septembre 1922, p. 84-111 (28 pages) (lire en ligne ),
- Jessie E. Luck, « Americanization and High-School Literature », The English Journal, vol. 73, no 2,‎ février 1924, p. 114-120 (7 pages) (lire en ligne ),
- E. Guy Talbott, « Americanization of Japanese in Hawaii », Current History (1916-1940), vol. 23, no 4,‎ janvier 1926, p. 543-548 (6 pages) (lire en ligne ),
- Peter A. Speek, « The Meaning of Nationality and Americanization », American Journal of Sociology, vol. 32, no 2,‎ septembre 1926, p. 237-249 (13 pages) (lire en ligne ),
- Carl M. Rosenquist, « The Basis of Americanization », The Southwestern Political and Social Science Quarterly, vol. 7, no 4,‎ mars 1927, p. 372-380 (9 pages) (lire en ligne ),
- Marie J. Kohnova, « The Moravians and their Missionaries a Problem in Americanization », The Mississippi Valley Historical Review, vol. 19, no 3,‎ décembre 1932, p. 348-361 (14 pages) (lire en ligne ),
- Fritiof Ander, « Some Factors in the Americanization of the Swedish Immigrant, 1850-1890 », Journal of the Illinois State Historical Society (1908-1984), vol. 26,‎ avril - juillet 1933, p. 1/2 (lire en ligne ),
- Anna Myfanwy Roberts, « The Church's Step-Child, Americanization », Social Science, vol. 11, no 4,‎ octobre 1936, p. 347-355 (9 pages) (lire en ligne ),
- Helen E. Laird, « A Problem in Americanization », The Journal of Educational Sociology, vol. 10, no 5,‎ janvier 1937, p. 289-295 (7 pages) (lire en ligne ),

##### Années 1940-1959
- Andreas Dorpalen, « The German Element in Early Pennsylvania Politics 1789-1800: a Study in Americanization », Pennsylvania History: A Journal of Mid-Atlantic Studies, vol. 9, no 3,‎ juillet 1942, p. 176-190 (15 pages) (lire en ligne ),
- Mary Bosworth Treudley, « Formal Organization and the Americanization Process, With Special Reference to the Greeks of Boston », American Sociological Review, vol. 14, no 1,‎ février 1949, p. 44-53 (10 pages) (lire en ligne ),
- Arthur L. Rautman, « The New Americanization: High-Wage-Earning Commoner Now Qualifies for the Treatment », The Clearing House, vol. 24, no 9,‎ mai 1950, p. 536-539 (4 pages) (lire en ligne ),
- Carl E. Schneider, « Americanization of Karl August Rauschenbusch, 1816-1899 », Church History, vol. 24, no 1,‎ mars 1955, p. 3-14 (12 pages) (lire en ligne ),
- Nathan Reich, « The "Americanization" of Jewish Unionism; A Two Way Process », The Jewish Quarterly Review, vol. 45, no 4,‎ avril 1955, p. 540-561 (22 pages) (lire en ligne ),
- Chester Hunt, « The "Americanization" Process in the Philippines », India Quarterly, vol. 12, no 2,‎ avril - juin 1956, p. 117-130 (14 pages) (lire en ligne ),

##### Années 1960-1979
- Kenneth B. O'Brien Jr., « Education, Americanization and the Supreme Court: The 1920's », American Quarterly, vol. 13, no 2,‎ été 1961, p. 161-171 (11 pages) (lire en ligne ),
- Wayne Wheeler, « Frontiers, Americanization and Romantic Pluralism », Midcontinent American Studies Journal, vol. 3, no 2,‎ 1962, p. 27-41 (15 pages) (lire en ligne),
- Gerd Korman, « Americanization at the Factory Gate », ILR Review, vol. 18, no 3,‎ avril 1965, p. 396-419 (24 pages) (lire en ligne ),
- Henry Warner Bowden, « Philip Schaff and Sectarianism: The Americanization of a European Viewpoint », Journal of Church and State, vol. 8, no 1,‎ hiver 1966, p. 97-106 (10 pages) (lire en ligne ),
- Judith Blake, « The Americanization of Catholic Reproductive Ideals », Population Studies, vol. 20, no 1,‎ juillet 1966, p. 27-43 (17 pages) (lire en ligne ),
- F. H. Matthews, « The Americanization of Sigmund Freud: Adaptations of Psychoanalysis before 1917 », Journal of American Studies, vol. 1, no 1,‎ avril 1967, p. 39-62 (24 pages) (lire en ligne ),
- Jack Barbash, « John R. Commons and the Americanization of the Labor Problem », Journal of Economic Issues, vol. 1, no 3,‎ septembre 1967, p. 161-167 (7 pages) (lire en ligne ),
- Thomas I. Monzell, « The Catholic Church and the Americanization of the Polish Immigrant », Polish American Studies, vol. 26, no 1,‎ janvier - juin 1969, p. 1-15 (15 pages) (lire en ligne ),
- H. S. Kartadjoemena, « The Americanization of "Marianne". The New French Preoccupation », The Western Political Quarterly, vol. 23, no 1,‎ mars 1970, p. 74-91 (18 pages) (lire en ligne ),
- Robert C. Whittemore, « Presidential Address: The Americanization of Panentheism », The Southwestern Journal of Philosophy, vol. 1, nos 1/2,‎ été 1970, p. 237-251 (15 pages) (lire en ligne ),
- Robert A. Carlson, « Americanization as an Early Twentieth-Century Adult Education Movement », History of Education Quarterly, vol. 10, no 4,‎ hiver 1970, p. 440-464 (25 pages) (lire en ligne ),
- Takie Sugiyama Lebra, « Acculturation Dilemma: The Function of Japanese Moral Values for Americanization », Council on Anthropology and Education Newsletter, vol. 3, no 1,‎ février 1972, p. 6-13 (8 pages) (lire en ligne ),
- Howard Weisz et Robert D. Cross, « Irish-American Attitudes and the Americanization of the English-Language Parochial School », New York History, vol. 53, no 2,‎ avril 1972, p. 157-176 (20 pages) (lire en ligne ),
- Hart M. Nelsen et H. David Allen, « Ethnicity, Americanization, and Religious Attendance », American Journal of Sociology, vol. 79, no 4,‎ janvier 1974, p. 906-922 (17 pages) (lire en ligne ),
- Alfred Appel, Jr., « The Road to "Lolita," or the Americanization of an Émigré », Journal of Modern Literature, vol. 4, no 1,‎ septembre 1974, p. 3-31 (29 pages) (lire en ligne ),
- Alan C. Cairns, « Political Science in Canada and the Americanization Issue », Canadian Journal of Political Science / Revue canadienne de science politique, vol. 8, no 2,‎ juin 1975, p. 191-234 (44 pages) (lire en ligne ),
- Lawrence L. Brown, « The Americanization of the Episcopal Church », Historical Magazine of the Protestant Episcopal Church, vol. 44, no 5,‎ décembre 1975, p. 33-51 (19 pages) (lire en ligne ),
- Winifred Wandersee Bolin, « Heating up the Melting Pot: Settlement Work and Americanization in Northeast Minneapolis », Minnesota History, vol. 45, no 2,‎ été 1976, p. 58-69 (12 pages) (lire en ligne ),
- Neil Betten, « Polish American Steelworkers: Americanization through Industry and Labor », Polish American Studies, vol. 33, no 2,‎ automne 1976, p. 31-42 (12 pages) (lire en ligne ),
- Ralph Mann, « the americanization of arcadia: images of hispanic and gold rush california », American Studies, vol. 19, no 1,‎ printemps 1978, p. 5-19 (15 pages) (lire en ligne ),
- Barry R. Chiswick, « The Effect of Americanization on the Earnings of Foreign-born Men », Journal of Political Economy, vol. 86, no 5,‎ octobre 1978, p. 897-921 (25 pages) (lire en ligne ),
- William Issel, « Americanization, Acculturation and Social Control: School Reform Ideology in Industrial Pennsylvania, 1880-1910 », Journal of Social History, vol. 12, no 4,‎ été 1979, p. 569-590 (22 pages) (lire en ligne ),
- William Issel, « Americanization, Acculturation and Social Control: School Reform Ideology in Industrial Pennsylvania, 1880-1910 », Journal of Social History, vol. 12, no 4,‎ été 1979, p. 569-590 (22 pages) (lire en ligne ),
- Ben Halpern, « The Americanization of Zionism, 1880–1930 », American Jewish History, vol. 69, no 1,‎ septembre 1979, p. 15-33 (19 pages) (lire en ligne ),

##### Années 1980-1999
- James E. Long, « The Effect of Americanization on Earnings: Some Evidence for Women », Journal of Political Economy, vol. 88, no 3,‎ juin 1980, p. 620-629 (10 pages) (lire en ligne ),
- Stephen Meyer, « Adapting the Immigrant to the Line: Americanization in the Ford Factory, 1914-1921 », Journal of Social History, vol. 14, no 1,‎ automne 1980, p. 67-82 (16 pages) (lire en ligne ),
- Frederick Hale, « The Americanization of a Danish Immigrant in Wisconsin, 1847-1872 », The Wisconsin Magazine of History, vol. 64, no 3,‎ printemps 1981, p. 202-215 (14 pages) (lire en ligne ),
- Amy Schrager Lang, « Antinomianism and the "Americanization" of Doctrine », The New England Quarterly, vol. 54, no 2,‎ juin 1981, p. 225-242 (18 pages) (lire en ligne ),
- Steven P. Horowitz et Miriam J. Landsman, « The Americanization of Edna: A Study of Ms. Ferber's Jewish American Identity », Studies in American Jewish Literature (1981-), no 2,‎ 1982, p. 69-80 (12 pages) (lire en ligne )
- Selma C. Berrol, « In Their Image: German Jews and the Americanization of the Ost Juden in New York City », New York History, vol. 63, no 4,‎ octobre 1982, p. 417-433 (17 pages) (lire en ligne ),
- John Haegert, « Artist in Exile: The Americanization of Humbert Humbert », ELH, vol. 52, no 3,‎ automne 1985, p. 777-794 (18 pages) (lire en ligne ),
- Francis Shor, « Cultural Identity and Americanization: The Life History of a Jewish Anarchist », Biography, vol. 9, no 4,‎ 1986, p. 324-346 (23 pages) (lire en ligne ),
- Richard A. Overfield, « The Agricultural Experiment Station and Americanization: The Hawaiian Experience, 1900-1910 », Agricultural History, vol. 60, no 2,‎ printemps 1986, p. 256-266 (11 pages) (lire en ligne ),
- Frederick J. Stielow, « Francophones and Americanization on a Gulf Coast Island », Louisiana History: The Journal of the Louisiana Historical Association, vol. 27, no 2,‎ printemps 1986, p. 183-194 (12 pages) (lire en ligne ),
- Patricia Byrne, « Sisters of St. Joseph: The Americanization of a French Tradition », U.S. Catholic Historian, vol. 5, nos 3/4,‎ été 1986, p. 241-272 (32 pages) (lire en ligne ),
- Alden T. Vaughan, « Shakespeare's Indian: The Americanization of Caliban », Shakespeare Quarterly, vol. 39, no 2,‎ été 1988, p. 137-153 (17 pages) (lire en ligne ),
- Seth L. Wolitz, « The Americanization of Tevye or Boarding the Jewish "Mayflower" », American Quarterly, vol. 40, no 4,‎ décembre 1988, p. 514-536 (23 pages) (lire en ligne ),
- Michael R. Olneck, « Americanization and the Education Of Immigrants, 1900–1925: An Analysis Of Symbolic Action », American Journal of Education, vol. 97, no 4,‎ août 1989, p. 398-423 (26 pages) (lire en ligne , consulté le 24 avril 2024),
- Michael D. Clark, « Ralph Adams Cram and the Americanization of the Middle Ages », Journal of American Studies, vol. 23, no 2,‎ août 1989, p. 195-213 (19 pages) (lire en ligne ),
- David McCarthy, « Tom Wesselmann and the Americanization of the Nude, 1961-1963 », Smithsonian Studies in American Art, vol. 4, nos 3/4,‎ automne 1990, p. 102-127 (26 pages) (lire en ligne ),
- Kathleen Neils Conzen, David A. Gerber, Ewa Morawska, George E. Pozzetta et Rudolph J. Vecoli, « The Invention of Ethnicity: A Perspective from the U.S.A. », Journal of American Ethnic History, vol. 12, no 1,‎ 1992, p. 3-41 (39 pages) (lire en ligne ).
- James R. Barrett, « Americanization from the Bottom, Up : Immigration and the Remaking of the American Working Class, 1880–1930 », Journal of American History, vol. 79, no 3,‎ décembre 1992, p. 996-1020 (25 pages) (lire en ligne , consulté le 24 avril 2024).
- Russell A. Kazal, « Revisiting Assimilation: The Rise, Fall, and Reappraisal of a Concept in American Ethnic History », American Historical Review, vol. 100, no 2,‎ avril 1995, p. 437-471 (35 pages) (lire en ligne , consulté le 24 avril 2024).

##### Années 2000-2020
- (en) Evyatar Friesel, « Jacob H. Schiff and the Leadership of the American Jewish Community », Jewish Social Studies, vol. 8, nos 2-3,‎ 2002 (ISSN 0021-6704).
- (en) Rogers Brubaker, « The return of assimilation? Changing perspectives on immigration and its sequels in France, Germany, and the United States », Ethnic and racial studies [lien archivé], vol. 24, no 4,‎ 2001, p. 531-548 (lire en ligne, consulté le 24 avril 2024),
- Michael R. Olneck, « What Have Immigrants Wanted from American Schools? What Do They Want Now? Historical and Contemporary Perspectives on Immigrants, Language, and American Schooling », American Journal of Education, no 115,‎ mai 2009, p. 379-406,
- (en) Stephen Steinberg, « The long view of the melting pot », Ethnic and Racial Studies, vol. 37, no 5,‎ 2014, p. 790-794 (lire en ligne, consulté le 24 avril 2024).